# RS-207
Pour les articles homonymes, voir Route 207.
La RS-207 est une route locale de l'État du Rio Grande do Sul localisée dans le Nord-Ouest du Rio Grande do Sul qui part de Bom Progresso, à l'embranchement avec la BR-468, passe par Humaitá, et s'achève à Crissiumal, à la jonction avec la RS-305. Elle dessert uniquement ces trois municipalités.
Elle est longue de 28,470 km, et possède 4,090 km qui forme un tronçon de la BR-472.